# Acamprosato

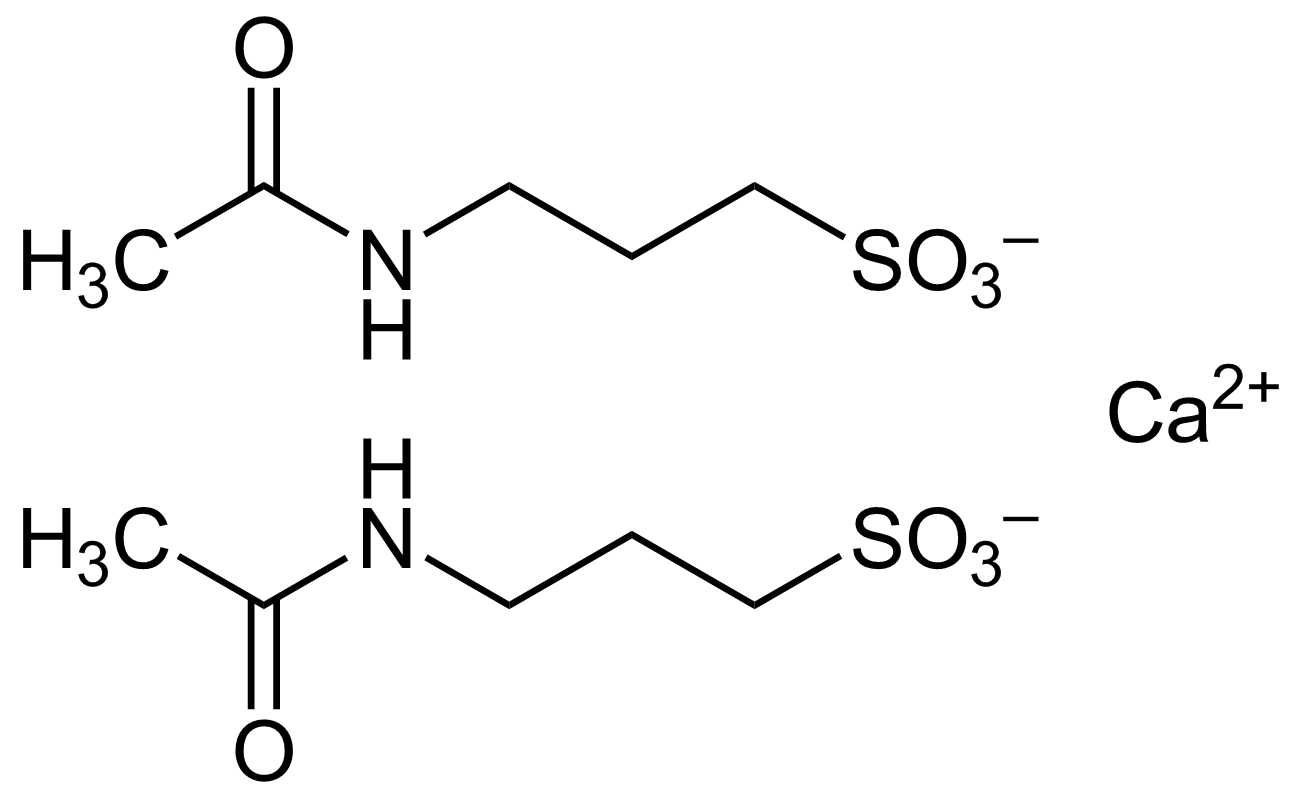
Estructura molecular del acamprosato

El acamprosato (también conocido como acetil homotaurinato de calcio) es un fármaco que está indicado en la terapia de mantenimiento de abstinencia en pacientes dependientes del alcohol. Se usa después del periodo de desintoxicación ya que como tal no constituye un tratamiento para ello sino que evita la recaída por parte del paciente en la ingesta de alcohol. Deberá ser combinada con
psicoterapia ya que suele existir una relación entre la dependencia al alcohol, la depresión y el suicidio.
En España se encuentra comercializado bajo los nombres de Campral (Merck Sante S.A.S) y Zulex (Almirall S.A)

## Mecanismo de acción
Posee una actividad estimulante del neurotransmisor GABA (inhibidor) y una acción antagonista del neutrotransmisor glutamato (excitador) restableciendo el balance en la excitación e inhibición neuronal provocado por la exposición crónica al alcohol.
Estudios llevados a cabo en animales de experimentación han demostrado que posee un efecto específico sobre la dependencia del alcohol, pues reduce la ingesta voluntaria en ratas con dependencia del alcohol, sin modificar la ingesta alimentaria ni la ingesta total de líquidos.

## Farmacocinética

Acamprosate_Calcium_Structural_Formulae

La biodisponibilidad de acamprosato tras la administración oral es aproximadamente de un 11%. La ingesta de alimentos reduce la absorción oral de acamprosato pero no es clínicamente relevante y no hace falta un ajuste de la dosis. 
El volumen de distribución tras la administración intravenosa es de 72-109 L/kg. No hay fijación a las proteínas plasmáticas. 
No sufre reacciones de metabolización.
El 50% de acamprosato se excreta por la orina. Su semivida es de 20-33 h.

## Posología y forma de administración
Se administra por vía oral en forma de comprimidos recubiertos de 333 mg. La dosis es dependiente del peso del paciente:
- Si el peso es superior a los 60 kg se administran 666 mg cada 8 horas (2 comprimidos por la mañana, 2 al mediodía y 2 por la noche).
- Si el peso es inferior a los 60 kg se administran 1332 mg en 3 tomas (2 comprimidos por la mañana, 1 al mediodía, y 1 por la noche).

La duración recomendada del tratamiento es 1 año.

## Contraindicaciones
Su uso está contraindicado en caso de hipersensibilidad al acamprosato o a alguno de los excipientes, insuficiencia renal o insuficiencia hepática severa. Tampoco debe usarse en niños o ancianos. Los datos sobre su uso en mujeres embarazadas o en periodo de lactancia son insuficientes por lo que se recomienda no administrarlo.

## Reacciones adversas
El efecto adverso que se da con mayor frecuencia (1 de cada 10 pacientes) es la diarrea. Frecuentemente (1-10 de cada 100 pacientes) pueden aparecer náuseas, vómitos, dolor abdominal, picor, erupción cutánea, frigidez, disminución de la libido e impotencia. 
Otros efectos que aparecen de forma menos frecuente son aumento de la libido o reacciones alérgicas como urticaria, angioedema o reacciones anafilácticas.

## Interacciones
La administración simultánea de naltrexona y acamprosato produce un aumento en la concentración máxima y el área bajo la curva (AUC) de acamprosato.
No tiene una inducción potencial de los sistemas enzimáticos CYP1A2 y CYP3A4 y tampoco inhibe el metabolismo de estos y otros sistemas del CYP-450. Su farmacocinética no se ve afectada por la coadministración de ciertas sustancias como alcohol, disulfiram o diazepam. Tampoco se ve afectada la farmacocinética de alcohol, disulfiram, diazepam, naltrexona, 6-beta naltrexol cuando se coadministran con acamprosato.

## Indicaciones
Acamprosato no es el único fármaco usado en el tratamiento de desórdenes relacionados con el alcohol. Hay otros fármacos como la naltrexona o el disulfiram pero existen marcadas diferencias entre ellos.
Una de las principales diferencias es la indicación. El acamprosato es más eficaz en la terapia de mantenimiento de la abstinencia en pacientes que se encuentran en fase de deshabituación y naltrexona para reducir el deseo y el consumo excesivo de alcohol.

## Toxicología

### Estudios preclínicos
Se detectaron signos de toxicidad relacionados con la ingesta excesiva de calcio, pero no por la acetilhomotaurina. Se han observado alteraciones del metabolismo fósforo-calcio, incluyendo diarrea, calcificación de los tejidos blandos, lesiones renales y cardíacas.

### Sobredosis
En los casos descritos de sobredosificación aguda con acamprosato (ingestas 56 g de acamprosato) el único síntoma que se asocia es la diarrea. Se piensa que pudiera aparecer hipercalcemia en caso de intoxicaciones crónicas, pero no se han manifestado casos aún.
En casos de intoxicación aguda, el modo de actuación sería la realización de un lavado gástrico. No se deben administrar eméticos. En caso de intoxicación no oral lavar la zona afectada con agua. En caso de intoxicación crónica debe llevarse a cabo la determinación analítica de los niveles de calcio y un tratamiento sintomático de la hipercalcemia. También se puede recurrir a la administración de carbón activado. Se debe vigilar los síntomas de insuficiencia respiratoria, edema pulmonar, shock y convulsiones y tratar si fuera necesario.

### Estudios de carcinogenenicidad
Los estudios en ratas que recibieron dosis de 0,2, 0,7 o 2,5 veces la dosis máxima recomendada en humanos (sobre la base de una comparación de AUC) no mostraron evidencia de aumento en la incidencia de tumores. No se han realizado estudios de carcinogenicidad en ratones.

### Estudios de teratogenicidad
Se ha visto que acamprosato es teratogénico en ratas a dosis equivalentes a la dosis humana y en conejos a dosis 3 veces mayores que la dosis humana. En ratas produce un aumento dosis-dependiente en el número de fetos con malformaciones (hidronefrosis, iris malformado, displasia retinal y arteria subclavia retroesofágica). También se ha detectado en la leche de ratas lactantes pero no en la leche humana. Según la clasificación que la FDA elabora con el fin de identificar categorías de riesgo potencial para el feto expuesto a determinados medicamentos in útero el acamprosato pertenece a la categoría C (estudios en reproducción animal han mostrado un efecto adverso sobre el feto pero no hay estudios adecuados y bien controlados en seres humanos. Sin embargo los beneficios potenciales permiten utilizar el fármaco en mujeres embarazadas a pesar de sus riesgos potenciales).

### Estudios sobre el desarrollo y la fertilidad
- No tuvo efecto sobre la fertilidad después del tratamiento durante 70 días antes del apareamiento en ratas macho y durante 14 días antes del apareamiento y durante el apareamiento, la gestación y la lactancia en ratas hembras a dosis de hasta 1000 mg/kg/día.
- No tuvo efecto sobre la fertilidad en ratones administrado por vía oral durante 60 días antes del apareamiento y durante la gestación en las hembras a dosis de hasta 2400 mg/kg/día
- Tuvo un incremento en la incidencia de hidronefrosis en conejos leonados borgoña a dosis orales de 400 mg/kg/día
- Un estudio realizado en ratones embarazadas por vía oral a partir del día 15 de gestación hasta el final de la lactancia en el día postnatal 28 demostró un aumento en la incidencia de fetos nacidos muertos, a dosis de 960 mg / kg / día. No se observaron efectos a una dosis de 320 mg / kg / día[6]

### Genotoxicidad
No mostró evidencia de genotoxicidad en un ensayo in vitro de mutación inversa en bacterias o en el ensayo in vitro de mutaciones genéticas en células de pulmón de hámster chino V79. También negativo para clastogenicidad en el ensayo in vitro de aberración cromosómica en linfocitos humanos y negativas para lesiones cromosómicas en un ensayo in vivo de micronúcleos de ratón.

### Toxicidad ambiental
Su producción y uso como un medicamento para el mantenimiento de la abstinencia de alcohol puede conducir a su liberación al medio ambiente a través de diversos flujos de residuos. La exposición ocupacional al acamprosato puede producirse por inhalación y contacto dérmico con este compuesto en los lugares de trabajo donde se produce. La exposición al acamprosato en la población general puede verse limitada a los que administran esta sustancia como un medicamento.